# Andrea Lilio

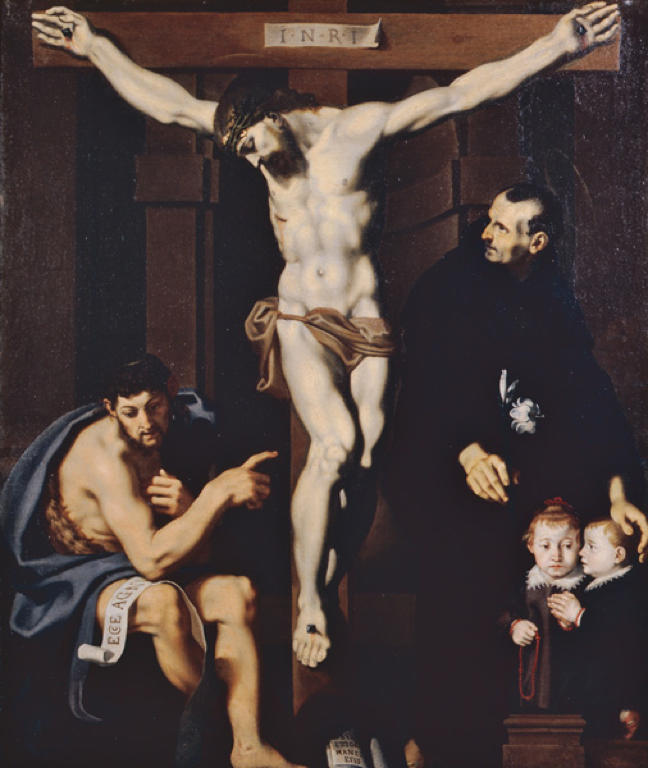
Crucifixion avec saint Jean Baptiste, saint Nicolas de Tolentino et deux petites figures.

Andrea Lilio ou Lilli dit l'Anconitano (Fano près d'Ancône, 1555/1570 - Ascoli Piceno, après 1639) est un peintre italien, le dernier représentant important du maniérisme pendant la Rome baroque.

## Biographie
Après avoir été l'élève de Federico Barocci, Andrea Lilio peint dans sa ville natale et aussi à Rome jusqu’aux environs de 1640, toujours en style maniériste, dépassé dans la Rome baroque du moment.
Malgré tout, il s'y crée une audience aristocratique pour ses peintures allégoriques. Le pape Sixte V lui commande la décoration de la Bibliothèque vaticane et la décoration de la Scala Santa. Dans ce dernier lieu, il peint un Moïse frappant le rocher et un Moïse avec le serpent de bronze.
Il est possible qu'il ait collaboré aux illustrations de l'Iconologie (Iconologia overo Descrittione dell'Imagini universali - 1593) de Cesare Ripa, devenue une source populaire de motifs picturaux et d’emblèmes jusqu’à nos jours.
Dans la chapelle de l'Annonciation de la Chiesa Nuova, il peint Saint Michel Archange chassant les anges déchus du Paradis.
Il poursuit pendant le règne du pape Clément VIII, la décoration d'églises et de couvents à Rome.
L’un de ses chefs-d’œuvre, le Martyre de San Lorenzo, a été peint pour l’église Santa Caterina à Ancône. Il a peint le Christ qui lave les pieds de ses disciples pour la nef de la basilique Santa Maria Maggiore à Rome. Il travailla aussi à la chapelle Sixtine (chapelle de la Nativité) et à la cathédrale de Fano.
Quatre nouvelles peintures allégoriques du Lilli ont été identifiées à Milan, au Musée Bagatti Valsecchi.

## Œuvres
- Martyre de saint Laurent, Sainte-Catherine d'Ancona
- La Sainte Maison de Lorette, Église San Francesco alle Scale, Ancône
- Le Lavement des pieds de ses disciples par le Christ, nef  Sainte-Marie-Majeure de Rome
- Peintures de la chapelle de la Nativité de Sainte-Marie-Majeure de Rome
- Peinture de tous les saints à Fano
- Fresques de la chapelle de l'Annonciation, Chiesa Nuova de Rome
- Quatre figures allégoriques au  musée Bagatti Valsecchi de Milan
- Divers dessins et études

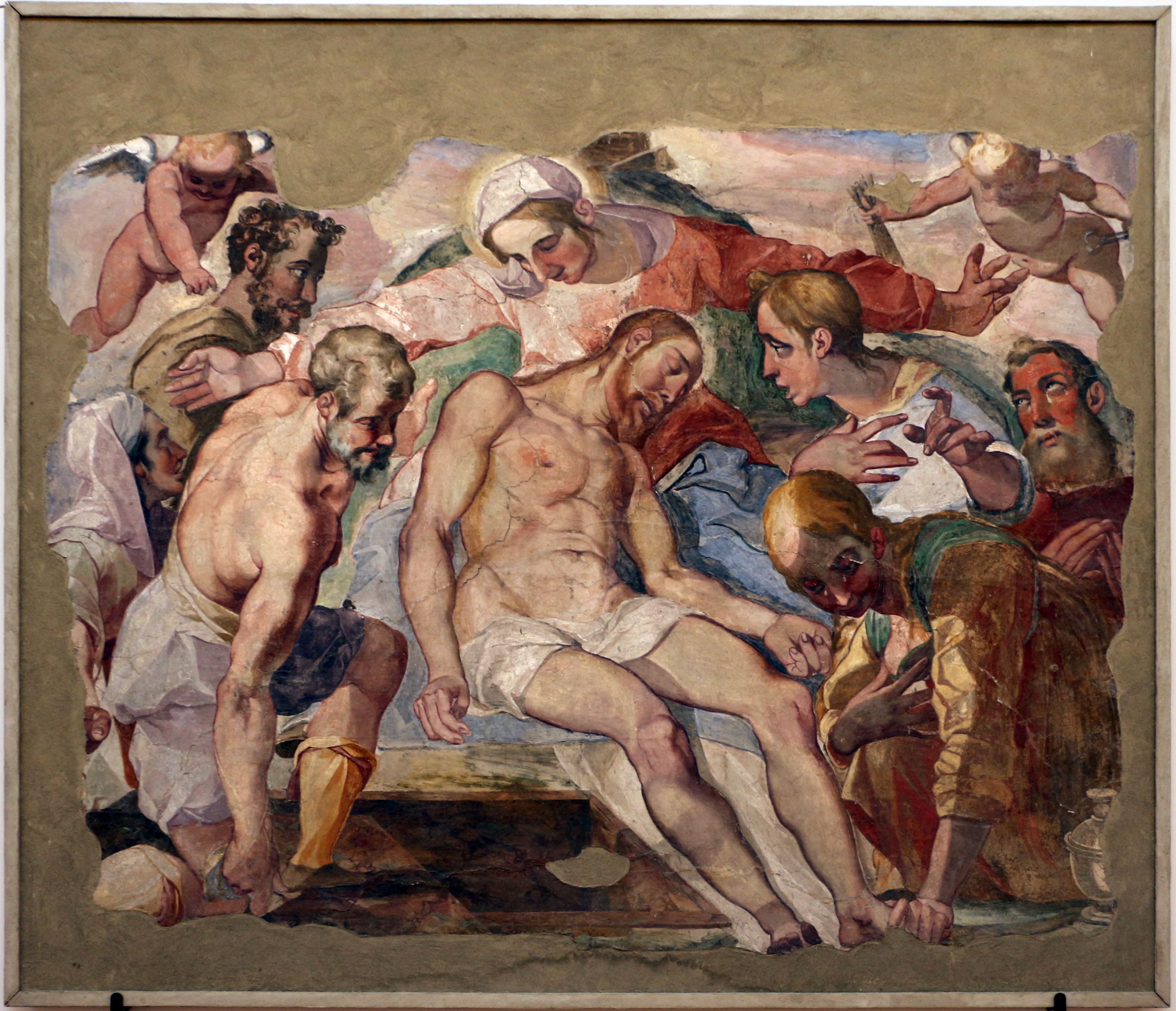
Déposition, entre 1600 et 1630.
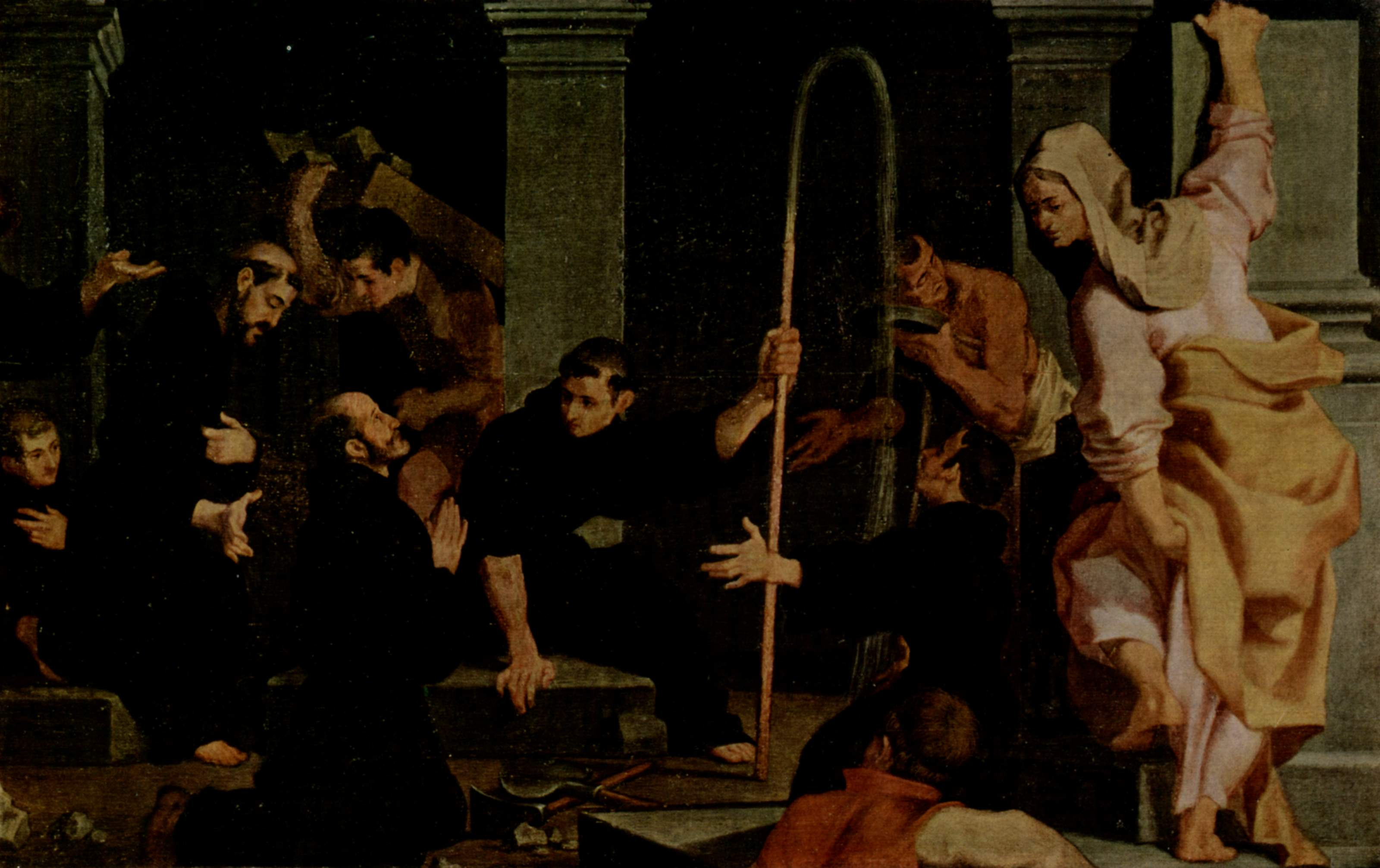
Histoire de saint Nicolas.
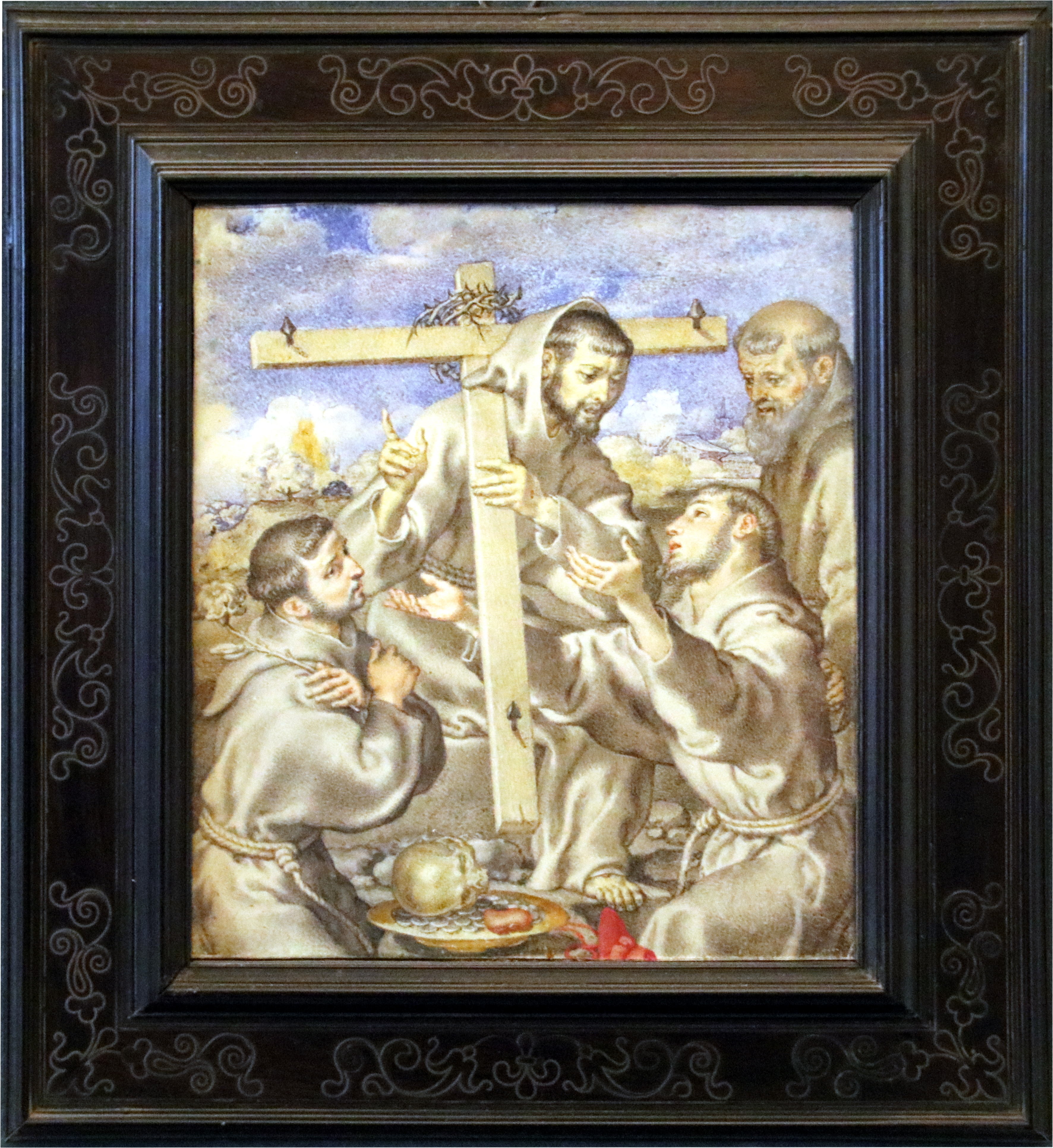
Saint François d’Assise, Saint Bonaventure, Saint Antoine de Padoue et le Beato Leone.
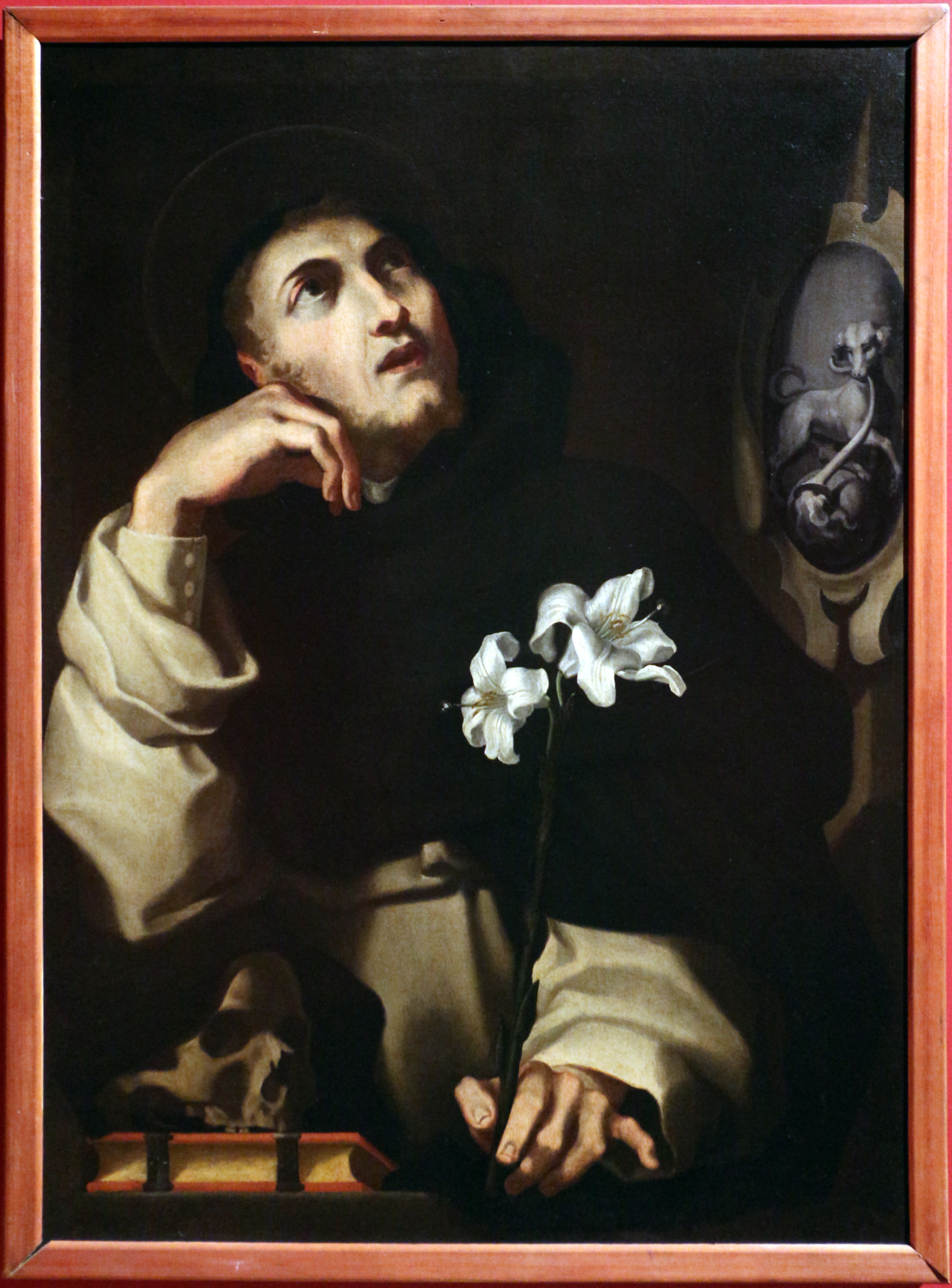
Saint Dominique.

### Expositions
- Andrea Lilli nella pittura delle Marche tra Cinquecento e Seicento, sous la direction de  Luciano Arcangeli et Pietro Zampetti, Ancona (1985)

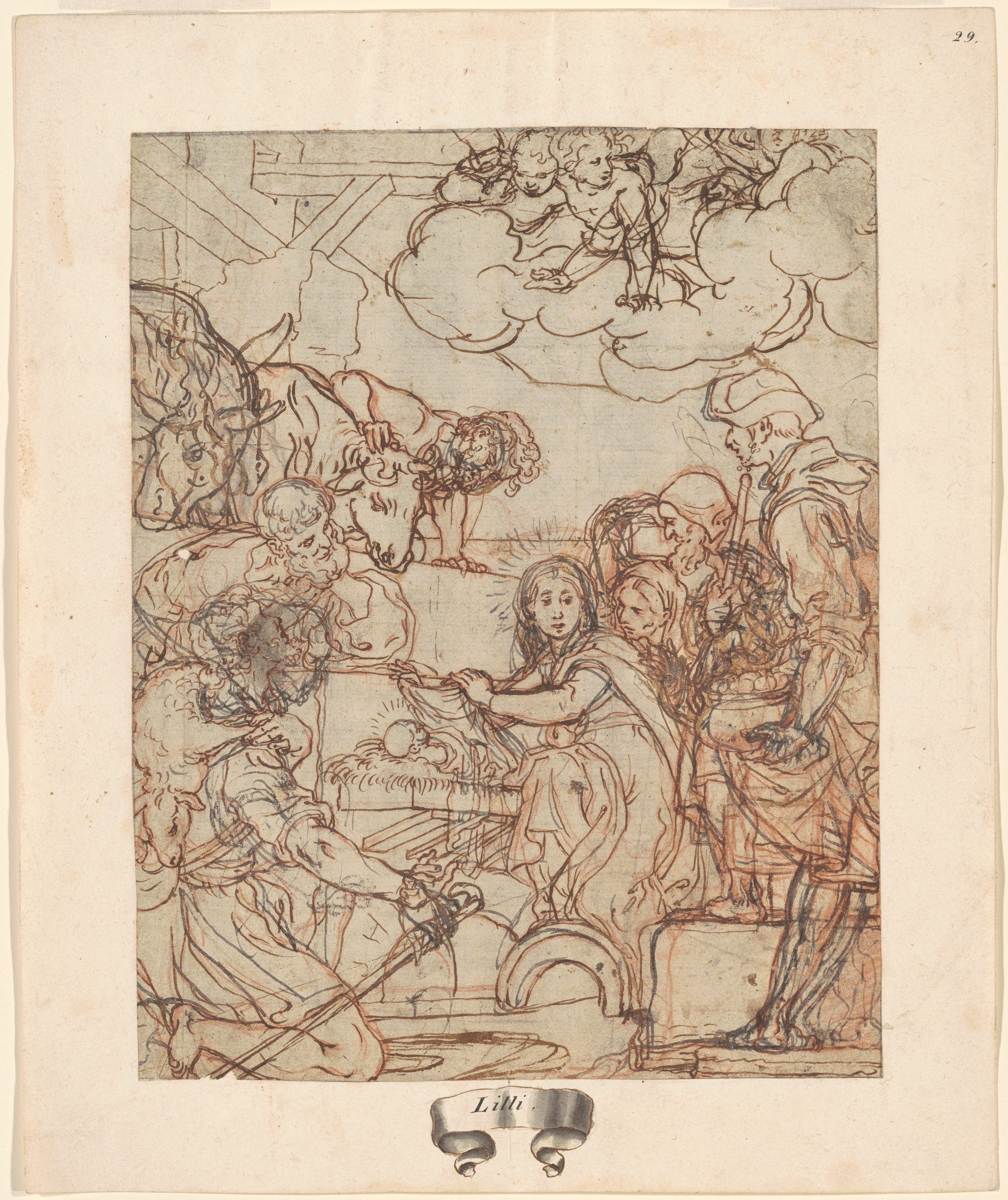
Esquisse de l'Adoration des bergers, 1600/1610.
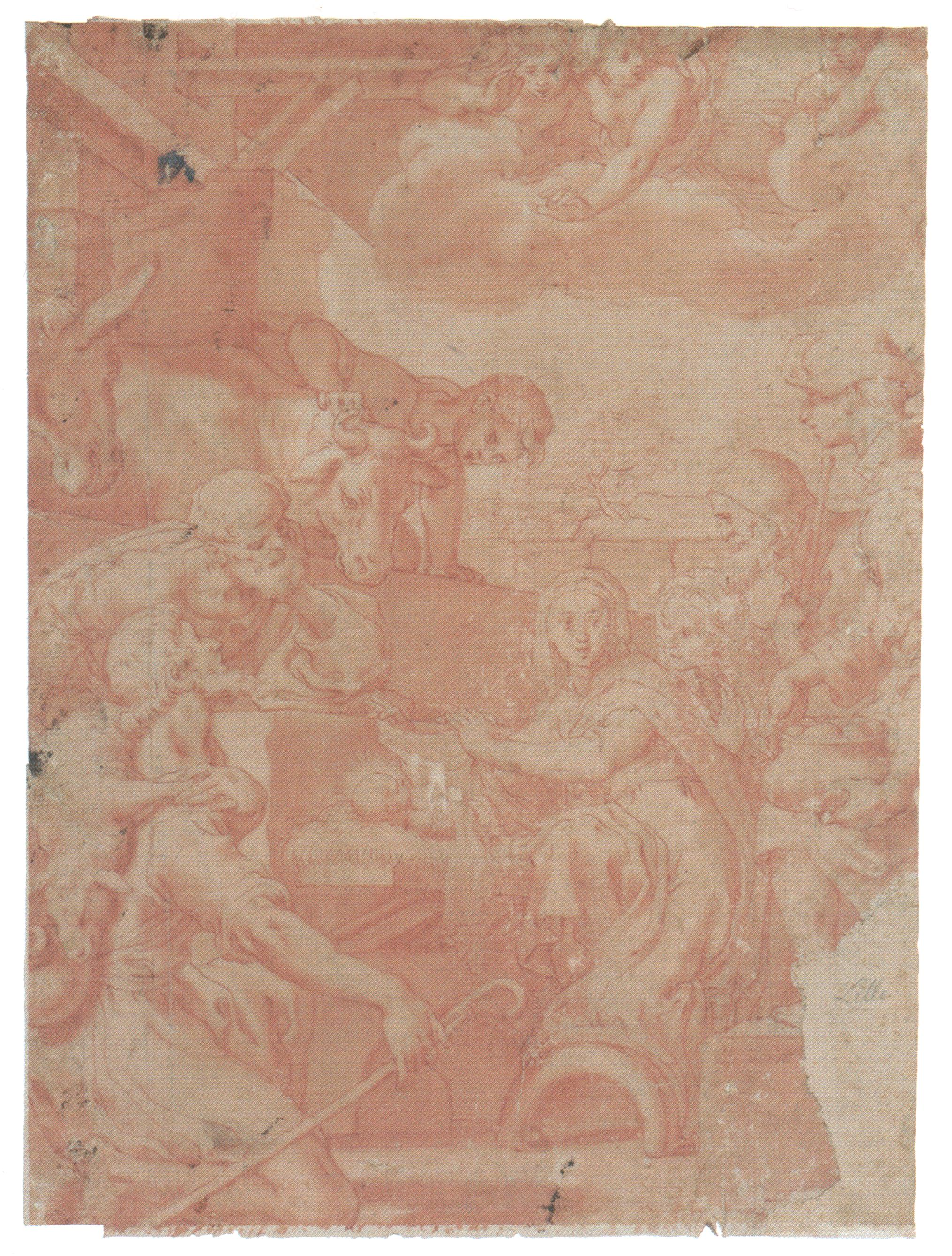
Reprise contemporaine à la sanguine de l'Adoration des bergers.

### Liens
- Peintres nés dans les Marches